# Theodore Vogel
Theodore John „Ted” Vogel  (ur. 17 lipca 1925, zm. 27 września 2019) – amerykański lekkoatleta, uczestnik igrzysk olimpijskich w Londynie 1948 r.

## Występy na igrzyskach olimpijskich
Vogel wystartował tylko raz na igrzyskach olimpijskich w 1948 r. Brał udział w maratonie, który się odbył 7 sierpnia 1948 r. Dystans 42,195 km przebiegł w czasie 2:45:27,0 h, zajmując 14. miejsce. 

## Rekordy życiowe
- maraton – 2:30:10 (1947)